# DreamWorks Pictures
DreamWorks Pictures или DreamWorks SKG — американская кинокомпания, занимающаяся разработкой, продюсированием и прокатом фильмов, мультфильмов, видеоигр и телепрограмм. Она спродюсировала более десятка фильмов, чьи кассовые сборы превысили отметку в 100 миллионов долларов. Наиболее прибыльным проектом является «Шрек».
История компании началась в 1994 году как амбициозная попытка Стивена Спилберга, Джеффри Катценберга и Дэвида Геффена (из фамилий которых сложена аббревиатура SKG в логотипе компании) создать новую голливудскую студию. До августа 2016, выход художественных фильмов DreamWorks осуществляет через Walt Disney Studios Motion Pictures. 16 декабря 2015 года, фильмы DreamWorks будут финансированы компанией Amblin Partners.
Анимационное подразделение DreamWorks было выделено в отдельную компанию DreamWorks Animation SKG в 2004 году. Во всём мире прокатом её фильмов с 2013 года занималась 20th Century Fox, однако сделка истекла в 2017 году. Кроме того, студия Спилберга продолжает использовать торговые марки и названия DreamWorks по лицензии DWA.

## История
Компания была основана после того как Катценберг покинул The Walt Disney Company в 1994 году. Официально студия была основана 12 октября 1994 года с вложением $33 млн каждым из трёх основных партнёров, а ещё $500 млн вложил в компанию один из основателей Microsoft Пол Аллен.
DreamWorks Interactive — подразделение DreamWorks SKG, занимающееся разработкой компьютерных и видеоигр (основано в 1995 году).
Первым полнометражным фильмом DreamWorks стал «Шпионка Хэрриэт» (1996), совместно с Paramount Pictures и Nickelodeon Movies.
Вторым фильмом стал Миротворец (1997). В 1998 году DreamWorks выпустила полнометражный мультфильм «Муравей Антц».
В 1999, 2000 и 2001 годах DreamWorks получил три «Оскара» подряд за фильмы «Красота по-американски», «Гладиатор» и «Игры разума» (последние два были созданы совместно с Universal).
24 февраля 2000 года компания Electronic Arts анонсировала приобретение подразделения DreamWorks Interactive и слияние его со студией EA Pacific и Westwood Studios. DreamWorks Interactive стала компанией EA Los Angeles (EALA).
Звукозаписывающая компания DreamWorks Records, первым проектом которой стал альбом Джорджа Майкла «Older», никогда не была слишком успешной, и была продана в октябре 2003 компании Universal Music Group, управляющей лейблом DreamWorks Nashville. Лейбл прекратил существование в 2005 году когда его покинул ключевой исполнитель, Тоби Кейт, для того чтобы создать собственный лейбл.
Год за годом студия демонстрирует прекрасные финансовые показатели, что в особенности касается её анимационных фильмов. DreamWorks Animation в сотрудничестве с Pacific Data Images (ныне известной как PDI/DreamWorks) в 1996 году создала имевшие большой успех фильмы Муравей Антц (1998), Принц Египта (1998), Шрек (2001), его сиквелы Шрек 2 (2004) и Шрек Третий (2007); Подводная братва (2004), Мадагаскар (2005), Лесная братва (2006), и Смывайся! (2006). Имея за плечами такой успех, компания стала публичной компанией. PDI/DreamWorks стал основным конкурентом компании Pixar, долгое время бывшей неоспоримым лидером в сфере компьютерной анимации (располагается в городе Редвуд-сити, Калифорния).
В последние годы компания испытывает ряд трудностей. Не получилось обзавестись высокотехнологичной студией, а в производство были запущены лишь несколько телесериалов, например, Лас-Вегас, Carpoolers, и On the Lot.
Недавно Дэвид Гиффен, владелец компании Geffen Records, заявил что DreamWorks дважды была в шаге от банкротства. Студия перенесла потери $125 млн, которые принёс фильм «Синдбад: Легенда семи морей», а также ей пришлось понести убытки в связи тем, что DVD с фильмом «Шрек 2» был выпущен неоправданно большим тиражом.
Позже, основатели приняли предложение продать студию группе компаний Viacom, владеющей студией Paramount Pictures. Продажа была завершена в феврале 2006 года.
В период с 2010 по 2016 года Walt Disney Studios Motion Pictures International осуществляет дистрибуцию в США и мире художественных фильмов DreamWorks, запланированных к производству совместно с Reliance BIG Entertainment. Фильмы студии DreamWorks будут прокатываться под логотипом «Touchstone Pictures». В сентябре 2015 года Стивен Спилберг не будет продлевать контракт с компанией Walt Disney Studios, и объявление о переезде на другую кинокомпанию, который будет осуществлять дистрибуцию в США и мире художественных фильмов DreamWorks, по слухам студия DreamWorks переезжает на студию Universal. В октябре этого года Стивен Спилберг ввёл переговоры с Universal, который может стать новым дистрибьютором для фильмов студии DreamWorks и пришли к взаимовыгодному согласию. В декабре 2015 было объявлено, что кинокомпания Universal Pictures будет прокатывать новые фильмы DreamWorks вместо Disney.
В сентябре 2015 года Стивен Спилберг объявил о смене названия и логотипа, который истекает 1 января 2016 года, поскольку права на DreamWorks принадлежат Джеффри Катценбергу (владеющему анимационной студией). Однако, с 16 декабря 2015, Спилберг, Entertainment One, Patriciant Media и Reliance Entertainment основали кинокомпанию Amblin Partners, отодвигая DreamWorks в качестве торговой марки для взрослой тематики фильмов, произведённых в рамках новой компании.

## Символ
Ранняя заставка демонстрировалась так: зеркальное отображение ночного неба с месяцем в воде, затем в него падал поплавок, камера сдвигалась вверх, где на месяце сидел мальчик-рыбак. Далее месяц превращался в букву «D», и появлялись остальные буквы логотипа.

## Фильмография
| Название                             | Оригинал                                        | Релиз | Примечания                                                |
| ------------------------------------ | ----------------------------------------------- | ----- | --------------------------------------------------------- |
| Амистад                              | Amistad                                         | 1997  |                                                           |
| Мышиная охота                        | Mousehunt                                       | 1997  |                                                           |
| Миротворец                           | The Peacemaker                                  | 1997  |                                                           |
| Столкновение с бездной               | Deep Impact                                     | 1998  | совместно с Paramount Pictures                            |
| Поли                                 | Paulie                                          | 1998  |                                                           |
| Спасти рядового Райана               | Saving Private Ryan                             | 1998  | совместно с Paramount Pictures                            |
| Солдатики                            | Small Soldiers                                  | 1998  | совместно с Universal Studios                             |
| Красота по-американски               | American Beauty                                 | 1999  |                                                           |
| Силы природы                         | Forces of Nature                                | 1999  |                                                           |
| В поисках Галактики                  | Galaxy Quest                                    | 1999  |                                                           |
| Призрак дома на холме                | The Haunting                                    | 1999  |                                                           |
| Сновидения                           | In Dreams                                       | 1999  |                                                           |
| Любовное письмо                      | The Love Letter                                 | 1999  |                                                           |
| Почти знаменит                       | Almost Famous                                   | 2000  | совместно с Columbia Pictures                             |
| Изгой                                | Cast Away                                       | 2000  | совместно с 20th Century Fox                              |
| Претендент                           | The Contender                                   | 2000  | совместно с Cinerenta Medienbeteiligungs KG               |
| Вечный мир                           | An Everlasting Piece                            | 2000  | совместно с Columbia Pictures                             |
| Гладиатор                            | Gladiator                                       | 2000  | совместно с Universal Pictures                            |
| Легенда Багера Ванса                 | The Legend of Bagger Vance                      | 2000  | совместно с 20th Century Fox                              |
| Знакомство с родителями              | Meet the Parents                                | 2000  | совместно с Universal Pictures                            |
| Дорожное приключение                 | Road Trip                                       | 2000  |                                                           |
| Мелкие мошенники                     | Small Time Crooks                               | 2000  |                                                           |
| Walk the Talk                        |                                                 | 2000  | Direct-to-video                                           |
| Что скрывает ложь                    | What Lies Beneath                               | 2000  | совместно с 20th Century Fox                              |
| Последний замок                      | The Last Castle                                 | 2001  |                                                           |
| Искусственный разум                  | Artificial Intelligence: AI                     | 2001  | совместно с Warner Bros.                                  |
| Игры разума                          | A Beautiful Mind                                | 2001  | совместно с Universal Studios                             |
| Проклятие нефритового скорпиона      | The Curse of the Jade Scorpion                  | 2001  | совместно с VCL Communications GmbH                       |
| Эволюция                             | Evolution                                       | 2001  | совместно с Columbia Pictures                             |
| Мексиканец                           | The Mexican                                     | 2001  | совместно с Newmarket Films                               |
| Поймай меня, если сможешь            | Catch Me If You Can                             | 2002  |                                                           |
| Голливудский финал                   | Hollywood Ending                                | 2002  |                                                           |
| Особое мнение                        | Minority Report                                 | 2002  | совместно с 20th Century Fox                              |
| Звонок                               | The Ring                                        | 2002  |                                                           |
| Проклятый путь                       | Road to Perdition                               | 2002  | совместно с 20th Century Fox                              |
| Машина времени                       | The Time Machine                                | 2002  | совместно с Warner Bros.                                  |
| Смокинг                              | The Tuxedo                                      | 2002  |                                                           |
| Кое-что ещё                          | Anything Else                                   | 2003  |                                                           |
| Байкеры                              | Biker Boyz                                      | 2003  |                                                           |
| Кот в шляпе                          | The Cat in the Hat                              | 2003  | совместно с Universal Studios                             |
| Глава государства                    | Head of State                                   | 2003  |                                                           |
| Дом из песка и тумана                | House of Sи и Fog                               | 2003  |                                                           |
| Старая закалка                       | Old School                                      | 2003  |                                                           |
| Час расплаты                         | Paycheck                                        | 2003  | совместно с Paramount Pictures                            |
| Фаворит                              | Seabiscuit                                      | 2003  | совместно с Universal Studios и Spyglass Entertainment    |
| Телеведущий: Легенда о Роне Бургунди | Anchorman: The Legend of Ron Burgundy           | 2004  |                                                           |
| Соучастник                           | Collateral                                      | 2004  | совместно с Paramount Pictures                            |
| Зависть                              | Envy                                            | 2004  | совместно с Columbia Pictures и Castle Rock Entertainment |
| Евротур                              | EuroTrip                                        | 2004  |                                                           |
| Призрак в доспехах: Невинность       | Ghost in the Shell 2: Innocence                 | 2004  | Production I.G                                            |
| Лемони Сникет: 33 несчастья          | Lemony Snicket’s A Series of Unfortunate Events | 2004  | совместно с Paramount Pictures и Nickelodeon Movies       |
| Знакомство с Факерами                | Meet the Fockers                                | 2004  | совместно с Universal Studios                             |
| Степфордские жёны                    | The Stepford Wives                              | 2004  | (ремейк 1975), (совместно с Paramount Pictures)           |
| Пережить Рождество                   | Surviving Christmas                             | 2004  |                                                           |
| Терминал                             | The Terminal                                    | 2004  |                                                           |
| Свидание со звездой                  | Win a Date with Tad Hamilton!                   | 2004  |                                                           |
| Звонок-2                             | The Ring Two                                    | 2005  |                                                           |
| Война миров                          | War of the Worlds                               | 2005  | совместно с Paramount Pictures и Amblin Entertainment     |
| Остров                               | The Island                                      | 2005  | совместно с Warner Bros.                                  |
| Ночной рейс                          | Red Eye                                         | 2005  |                                                           |
| Между небом и землёй                 | Just Like Heaven                                | 2005  |                                                           |

### ЭраViacom(Дочерняя компанияParamount Pictures)
| Название                                  | Оригинал                            | Релиз | Примечания                                                               |
| ----------------------------------------- | ----------------------------------- | ----- | ------------------------------------------------------------------------ |
| Чамскраббер                               | The Chumscrubber                    | 2005  |                                                                          |
| Мечтатель                                 | Dreamer: Inspired by a True Story   | 2005  |                                                                          |
| Матч-пойнт                                | Match Point                         | 2005  | (прокат)                                                                 |
| Мемуары гейши                             | Memoirs of a Geisha                 | 2005  | совместно с Columbia Pictures и Spyglass Entertainment                   |
| Мюнхен                                    | Munich                              | 2005  | совместно с Universal Pictures, Amblin Entertainment и Alliance Atlantis |
| Победительница                            | The Prize Winner of Defiance, Ohio  | 2005  | совместно с Revolution Studios                                           |
| Девушки мечты                             | Dreamgirls                          | 2006  | совместно с Paramount Pictures                                           |
| Флаги наших отцов                         | Flags of Our Fathers                | 2006  | совместно с Warner Bros.                                                 |
| Прощальный поцелуй                        | The Last Kiss                       | 2006  | (только прокат) (совместно с Lakeshore Entertainment                     |
| Она — мужчина                             | She’s the Man                       | 2006  | совместно с Lakeshore Entertainment                                      |
| Письма с Иводзимы                         | Letters from Iwo Jima               | 2006  | совместно с Warner Bros.                                                 |
| Лезвия славы: Звездуны на льду            | Blades of Glory                     | 2007  | совместно с MTV Films                                                    |
| Паранойя                                  | Disturbia                           | 2007  |                                                                          |
| Уловки Норбита                            | Norbit                              | 2007  |                                                                          |
| Суини Тодд, демон-парикмахер с Флит-стрит | Sweeney Todd                        | 2007  | совместно с Warner Bros.                                                 |
| Девушка моих кошмаров                     | The Heartbreak Kid                  | 2007  |                                                                          |
| То, что мы потеряли                       | Things We Lost in the Fire          | 2007  |                                                                          |
| Трансформеры                              | Transformers                        | 2007  | совместно с Paramount Pictures и Hasbro Inc.                             |
| Руины                                     | The Ruins                           | 2008  | совместно с Spyglass Entertainment                                       |
| Солдаты неудачи                           | Tropic Thunder                      | 2008  |                                                                          |
| Призрачный город                          | Ghost Town                          | 2008  | совместно с Paramount Pictures и Spyglass Entertainment                  |
| На крючке                                 | Eagle Eye                           | 2008  |                                                                          |
| Дорога перемен                            | Revolutionary Road                  | 2008  | совместно с Paramount Vantage и BBC Films                                |
| Солист                                    | The Soloist                         | 2009  | совместно с Working Title Films                                          |
| Отель для собак                           | Hotel for Dogs                      | 2009  | совместно с Nickelodeon Movies                                           |
| Люблю тебя, чувак                         | I Love You, Man                     | 2009  |                                                                          |
| Милые кости                               | The Lovely Bones                    | 2009  | совместно с FilmFour                                                     |
| Трансформеры-2: Месть падших              | Transformers: Revenge of the Fallen | 2009  | совместно с Paramount и Hasbro Inc.                                      |
| Паранормальное явление                    | Paranormal Activity                 | 2009  | совместно с Paramount и Warner Bros.                                     |
| Слишком крута для тебя                    | She’s Out of My League              | 2010  |                                                                          |
| Трансформеры-3: Тёмная сторона Луны       | Transformers: Dark of the Moon      | 2011  | совместно с Paramount и Hasbro Inc.                                      |

### Эра Reliance (2010—2015)
| Название                       | Релиз | Примечания | Дистрибьютор в США                  | Международный дистрибьютор                                       |
| ------------------------------ | ----- | --- | ----------------------------------- | ---------------------------------------------------------------- |
| Ужин с придурками              | 2010  | совместно с Reliance Entertainment, Spyglass Entertainment и Parkes + MacDonald                                                                                                   | Paramount Pictures                  | Paramount Pictures                                               |
| Я — четвёртый                  | 2011  | совместно с Reliance Entertainment, Bay Films | Walt Disney Studios Motion Pictures | Walt Disney Studios Motion Pictures                              |
| Ковбои против пришельцев       | 2011  | совместно с Reliance Entertainment, Relativity Media и Imagine Entertainment | Universal Pictures                  | Paramount Pictures                                               |
| Прислуга                       | 2011  | совместно с Participant Media, 1492 Pictures, Harbinger Pictures и Imagenation Abu Dhabi FZ                                                                                       | Walt Disney Studios Motion Pictures | Walt Disney Studios Motion Pictures                              |
| Ночь страха                    | 2011  | совместно с Reliance Entertainment, Michael De Luca Productions и Gaeta/Rosenzweig Films                                                                                          | Walt Disney Studios Motion Pictures | Walt Disney Studios Motion Pictures                              |
| Боевой конь                    | 2011  | совместно с Reliance Entertainment, Amblin Entertainment и Kennedy/Marshall Company                                                                                               | Walt Disney Studios Motion Pictures | Walt Disney Studios Motion Pictures                              |
| Люди как мы                    | 2012  | совместно с Reliance Entertainment и K/O Paper Products | Walt Disney Studios Motion Pictures | Walt Disney Studios Motion Pictures                              |
| Линкольн                       | 2012  | совместно с Amblin Entertainment, Reliance Entertainment и Kennedy/Marshall Company                                                                                               | Walt Disney Studios Motion Pictures | 20th Century Fox                                                 |
| Пятая власть                   | 2013  | совместно с Reliance Entertainment, Participant Media и Anonymous Content | Walt Disney Studios Motion Pictures | Walt Disney Studios Motion Pictures / Mister Smith Entertainment |
| Отец-молодец                   | 2013  | совместно с Reliance Entertainment | Walt Disney Studios Motion Pictures | Walt Disney Studios Motion Pictures / Mister Smith Entertainment |
| Need for Speed: Жажда скорости | 2014  | совместно с Reliance Entertainment, Electronic Arts | Walt Disney Studios Motion Pictures | Walt Disney Studios Motion Pictures / Mister Smith Entertainment |
| Пряности и страсти             | 2014  | совместно с Reliance Entertainment, Participant Media, Image Nation, Amblin Entertainment и Harpo Films                                                                           | Walt Disney Studios Motion Pictures | Walt Disney Studios Motion Pictures / Mister Smith Entertainment |
| Шпионский мост                 | 2015  | совместно с Fox 2000 Pictures, Reliance Entertainment, Participant Media, TSG Entertainment, Afterworks Limited, Studio Babelsberg, Amblin Entertainment и Marc Platt Productions | Walt Disney Studios Motion Pictures | 20th Century Fox                                                 |

### Amblin Partners (с 2016)
| Название                        | Релиз | Примечания | Дистрибьютор в США                  | Международный дистрибьютор                                       |
| ------------------------------- | ----- | --- | ----------------------------------- | ---------------------------------------------------------------- |
| Большой и добрый великан        | 2016  | только авторские права; совместно с Amblin Entertainment, Reliance Entertainment, Walden Media и The Kennedy/Marshall Company                | Walt Disney Studios Motion Pictures | Walt Disney Studios Motion Pictures / Mister Smith Entertainment |
| Свет в океане                   | 2016  | совместно с Reliance Entertainment, Participant Media и Heyday Films                                                                         | Walt Disney Studios Motion Pictures | Walt Disney Studios Motion Pictures / Mister Smith Entertainment |
| Девушка в поезде                | 2016  | совместно с Reliance Entertainment и Marc Platt Productions                                                                                  | Universal Pictures                  | Universal Pictures / Mister Smith Entertainment                  |
| Новогодний корпоратив           | 2016  | совместно с Reliance Entertainment, Bluegrass Films и Entertainment 360                                                                      | Paramount Pictures                  | Paramount Pictures / Mister Smith Entertainment                  |
| Призрак в доспехах              | 2017  | совместно с Reliance Entertainment, Grosvenor Park Productions и Seaside Entertainment                                                       | Paramount Pictures                  | Paramount Pictures                                               |
| Спасибо за вашу службу          | 2017  | совместно с Reliance Entertainment и Amblin Entertainment                                                                                    | Universal Pictures                  | Universal Pictures / Mister Smith Entertainment                  |
| Секретное досье                 | 2017  | совместно с TSG Entertainment, Reliance Entertainment, Amblin Entertainment, Participant Media, Pascal Pictures и Star Thrower Entertainment | 20th Century Fox                    |                                                                  |
| Первому игроку приготовиться    | 2018  | совместно с Reliance Entertainment, Village Roadshow Pictures, Amblin Entertainment, De Line Pictures и RatPac-Dune Entertainment            | Warner Bros. Pictures               | Warner Bros. Pictures                                            |
| Человек на Луне                 | 2018  | совместно с Temple Hill Entertainment и Perfect World Pictures                                                                               | Universal Pictures                  | Universal Pictures                                               |
| Зелёная книга                   | 2018  | совместно с Participant Media | Universal Pictures                  | Universal Pictures                                               |
| Удивительный мир Марвена        | 2018  | совместно с ImageMovers и Perfect World Pictures                                                                                             | Universal Pictures                  | Universal Pictures                                               |
| 1917                            | 2019  | совместно с Neal Street Productions, Mogambo и New Republic Pictures                                                                         | Universal Pictures                  | Universal Pictures                                               |
| Няня                            | 2020  | совместно с Universal Pictures, Reliance Entertainment, Vertigo Entertainment и Amblin Entertainment                                         | Universal Pictures                  | Universal Pictures                                               |
| Суд над чикагской семёркой      | 2020  | совместно с Netflix, Paramount Pictures, Cross Creek Pictures и Marc Platt Productions                                                       | Netflix, Paramount Pictures         | Netflix, Paramount Pictures                                      |
| Осло                            | 2021  | Совместно с HBO, Marc Platt Productions и Bold Films                                                                                         | HBO                                 | HBO                                                              |
| Тихий омут                      | 2021  | Совместно с Focus Features, Participant, Anonymous Content и Supernatural Pictures                                                           | Focus Features                      | Focus Features                                                   |
| Хороший дом                     | 2021  | Совместно с Lionsgate, Roadside Attractions, Participant, Reliance Entertainment и FilmNation Entertainment                                  | Lionsgate                           | Lionsgate                                                        |
| Последнее путешествие «Деметра» | 2023  | Совместно с Universal Pictures, Amblin Entertainment                                                                                         | Universal Pictures                  | Universal Pictures                                               |
| Ручная кладь                    | 2024  | Совместно с Netflix | Netflix                             | Netflix                                                          |